# Sotensko pod Kalobjem
Sotensko pod Kalobjem je naselje v Občini Šentjur.